# Niccolò Perotti
Niccolò Perotti, también Perotto o Nicolaus Perottus (1429-14 de diciembre de 1480) fue un humanista italiano y autor de una de las primeras gramáticas de la escuela latina moderna.

## Biografía
Nacido en Sassoferrato (cerca de Fano ), Marcas, Perotti estudió con Vittorino da Feltre en Mantua en 1443, luego en Ferrara con Guarino. También estudió en la Universidad de Padua. A la edad de dieciocho años pasó algún tiempo en la casa del inglés William Gray, más tarde Lord High Treasurer, que estaba de viaje en Italia y fue alumno de Guarino. Transcribió textos para Gray y lo acompañó a Roma cuando se mudó allí. Fue secretario del cardenal Basilius Bessarion en 1447 y escribió una biografía de él en 1472.
De 1451 a 1453 enseñó retórica y poesía en la Universidad de Bolonia. En 1452 fue nombrado Poeta Laureado en Bolonia por el emperador Federico III, como reconocimiento al discurso de bienvenida que había compuesto. En 1455 se convirtió en secretario del Papa Calixto III. En 1456 fue ordenado y desde 1458 fue arzobispo de Siponto. De vez en cuando también ofició como gobernador papal en Viterbo (1464-1469), Spoleto (1471-2) y Perugia (1474-1477). También viajó en misiones diplomáticas a Nápoles y Alemania. En nombre del Papa Nicolás V tradujo la Historia romana de Polibio, por la que el Papa le pagó quinientos ducados .
Escribió una gramática escolar latina, Rudimenta Grammatices (impresa por Pannartz y Sweynheim en 1473), una de las primeras y más populares gramáticas latinas del Renacimiento, que intentaba excluir muchas palabras y construcciones de origen medieval, más que clásico. Descrita por Erasmo como "precisa, pero no pedante", se convirtió en un éxito de ventas de su época, con 117 ediciones y 59.000 ejemplares vendidos en Italia, España, Alemania, Francia y los Países Bajos a finales de siglo; también se vendieron otros 12.000 ejemplares de la adaptación de la obra de Bernardus Perger, Grammatica Nova. Junto con Pomponio Leto, realizó una versión del Epigrama del poeta Marcial en la década de 1470. Un libro sobre Marcial, Cornu Copiae -en parte comentario y en parte diccionario- que Perotti completó en 1478 y que se imprimió después de su muerte, en 1489, fue otro éxito de ventas. Un comentarista lo llamó "una enorme enciclopedia del mundo clásico". Cada verso, de hecho cada palabra del texto de Marcial era un gancho en el que Perotti colgaba un denso tejido de conocimientos lingüísticos, históricos y culturales". Fue dedicado al condottiero Federico III da Montefeltro.
También fue un polémico y criticó abiertamente a Domizio Calderini por su obra sobre Marcial. Se vio involucrado en la disputa de Lorenzo Valla con el escritor Poggio Bracciolini, y en 1453 envió a un asesino para asesinar a Poggio, entonces canciller de Florencia. Cuando el intento fracasó y el gobierno florentino protestó, fue obligado por Bessarion, su empleador, a escribir una disculpa a Poggio.
Perotti estaba tan indignado por el número de errores en la edición impresa de la Historia Natural de Plinio de Giovanni Andrea Bussi que escribió al Papa pidiéndole que creara una junta de correctores eruditos (como él mismo) que examinara cada texto antes de imprimirlo. Se ha descrito como el primer llamamiento a la censura de la prensa. Más tarde, otro erudito le acusó de introducir 275 errores graves en el texto cuando realizó su propia versión de la obra.
Una colección de fábulas de Fedro, no conocida por ninguna otra fuente, fue descubierta por Perotti en un manuscrito que se ha perdido. La versión de Perotti se ha conservado en la Biblioteca Vaticana y se conoce como "Apéndice de Perotti" 
Junto con el librero florentino Vespasiano da Bisticci, coleccionó libros para la biblioteca papal. Murió en Sassoferrato en 1480.